# Hyperlais
Hyperlais é um gênero de mariposa pertencente à família Crambidae.